# Ludwig Böhmig
Ludwig Robert Böhmig  (* 8. August 1858 in Nieder-Ebersbach; † 5. Januar 1948 in Graz) war ein deutscher Zoologe und Hochschullehrer an der Universität Graz.

## Leben
Böhmig war der Sohn eines Pastors. Zu seinen Lehrern gehörten Rudolf Leuckart, August Rauber, William Marshall und Carl Chun in Leipzig und Ludwig Rütimeyer in Basel.  Er habilitierte sich 1887 in Graz und wurde dort 1898 außerordentlicher Professor. Er war lange Zeit Mitarbeiter von Ludwig Graff de Pancsova an der Universität Graz und wurde 1921 dessen Nachfolger als Direktor des Zoologischen Instituts, was er bis 1929 blieb. Böhmig hatte einen Sohn Lothar und ist Großvater von Ulf und Hans Jörg Böhmig.
Er befasste sich mit verschiedenen Gruppen wirbelloser Tiere, vor allem Strudelwürmern (Turbellarien) und Schnurwürmern. Er untersuchte ihre Anatomie, Histologie und die Entwicklung ihres Nervensystems und ihrer Organe. Außerdem befasste er sich mit der Taxonomie von Turbellarien und Schnurwürmern und er erstbeschrieb viele Arten. Er bearbeitete zum Beispiel die Turbellarien der belgischen Antarktisexpedition (veröffentlicht 1908) und der Plankton-Expedition der Humboldt-Stiftung (veröffentlicht 1895). 1898 wurde er Mitglied der Leopoldina.

## Schriften
- Das Tierreich VI. Die wirbellosen Tiere, 2 Bände, Sammlung Göschen, 1909, 1911
- Die Zelle: Morphologie und Vermehrung, Sammlung Göschen 1920
- Turbellaria. Expedition Antarctique Belge, Antwerpen: Buschmann 1908
- Beteiligung an: Die Süsswasserfauna Deutschlands : eine Exkursionsfauna, G. Fischer 1909 bis 1912
- Beteiligung mit Graff von Pancsova: Vermes, H. G. Bronns Klassen und Ordnungen des Tierreichs, Band 4, Leipzig, Akademische Verlagsgesellschaft 1904

Er schrieb auch den Abschnitt Turbellarien in K. Möbius Buch über die Tierwelt Ostafrikas (1897).